# Inkwil
Inkwil es una comuna suiza del cantón de Berna, situada en el distrito administrativo de Alta Argovia. Limita al norte con la comuna de Wangenried, al este con Heimenhausen, al sureste con Niederönz, al sur y suroeste con Bolken (SO), y al oeste con Subingen (SO).
Hasta el 31 de diciembre de 2009 situada en el distrito de Wangen.

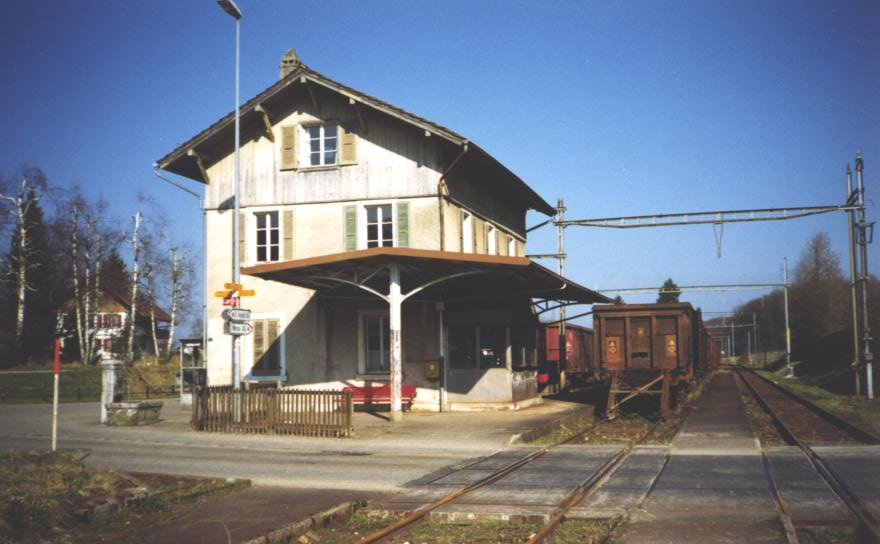
Estación del tren de Inkwil.